# Siekiera (jezioro)
Siekiera – jezioro w woj. wielkopolskim, w powiecie chodzieskim, w Szamocinie, leżące na terenie Doliny Środkowej Noteci.

## Dane morfometryczne
Powierzchnia zwierciadła wody według różnych źródeł wynosi od 11,0 ha przez 11,71 ha (lustra wody i ogólna) do 12,5 ha.
Zwierciadło wody położone jest na wysokości 62,8 m n.p.m. lub 63,3 m n.p.m. Średnia głębokość jeziora wynosi 3,1 m, natomiast głębokość maksymalna 6,2 m.

## Hydronimia
Według spisu opracowanego przez Komisję Nazw Miejscowości i Obiektów Fizjograficznych (KNMiOF) nazwa tego jeziora to Siekiera. Dane z państwowego rejestru nazw geograficznych podają tę samą nazwę i nie podają żadnych nazw obocznych tego jeziora.